# Эмбриогенез животных

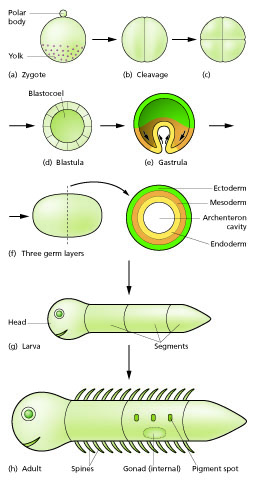
Эмбриогенез животных

Эмбриогенез — физиологический процесс, в ходе которого происходит образование и развитие эмбриона; начальная стадия онтогенеза живых существ. Хотя явление эмбриогенеза известно как в растительном, так и в животном царствах, а также в царстве многоклеточных грибов, данная статья посвящена общим особенностям эмбриогенеза только у животных, с некоторым акцентом на особенности эмбриогенеза хордовых и позвоночных, в особенности млекопитающих.
Процесс эмбриогенеза начинается с зачатия — оплодотворения женской гаметы — яйцеклетки мужской гаметой — сперматозоидом. Оплодотворённая яйцеклетка формирует зиготу — единственную диплоидную клетку нового живого организма. В благоприятных условиях зигота затем проходит несколько последовательных митотических делений, без существенного роста общего объёма или массы образовавшихся клеток. Этот процесс называется дроблением. Он приводит к образованию многоклеточного зародыша. Затем начинаются процессы дифференцировки клеток, благодаря которым зародыш становится многослойным (двуслойным или сначала — двуслойным, затем — трёхслойным). В неблагоприятных же условиях у многих видов живых существ зигота на ранних стадиях (у многих животных на стадиях до бластулы или бластоциста включительно) впадает во временную «спячку», временно прекращая дальнейшее развитие. Это называется эмбриональной диапаузой. У растений сходное явление известно как «фаза покоя семян».
У плацентарных млекопитающих термин «эмбриогенез» относится только к ранним стадиям внутриутробного развития, до завершения гистогенеза, морфогенеза и органогенеза, и в частности, завершения созревания плаценты. У человека эмбриональный период охватывает первые 8 недель (60 дней) внутриутробного развития, или 23 стадии Карнеги. Последующие этапы внутриутробного развития млекопитающих, в отличие от эмбриогенеза протекающие уже в рамках созданных морфологических структур и органов, называются фетальным развитием, или развитием плода. Зародыш на этой стадии называется плодом, или фетусом. После рождения он называется новорождённым.

## Оплодотворение яйцеклетки сперматозоидом, зачатие и образование зиготы
Материнская яйцеклетка имеет изначальную продольную асимметрию. В ней выделяют анимальный полюс, в котором находится ядро (из клеток, образовавшихся в результате дробления на этом конце эмбриона, впоследствии образуются клетки эктодермы и мезодермы), и вегетальный полюс или желточный полюс (из клеток, образовавшихся в результате дробления на этом конце эмбриона, впоследствии образуются клетки энтодермы). Таким образом, яйцеклетка изначально имеет ось, задающую клеткам будущего эмбриона направление дифференцировки на наружные и внутренний эмбриональные листки, а затем передне-заднюю ось (ось «голова-хвост»). Асимметрична яйцеклетка и в поперечном направлении, и в направлении «сверху вниз» — в её теле имеются особые тельца, задающие поперечную асимметрию и асимметрию верха и низа, и градиенты концентрации соответствующих белков, задающие будущему эмбриону оси «верх/низ» и «правое/левое». Эти градиенты концентрации белков по осям материнской яйцеклетки играют очень важную роль на ранних этапах эмбриогенеза, до начала среднебластуляционного перехода и связанного с ним начала экспрессии специфических эмбриональных генов, управляющих дальнейшим развитием эмбриона.
Яйцеклетка покрыта защитными оболочками, имеющими несколько слоёв. Первый защитный слой, непосредственно контактирующий c мембраной яйцеклетки, состоит из гликопротеинов и называется желточной мембраной, желточной оболочкой или оболочкой желтка (англ. vitelline membrane). У млекопитающих этот слой называется прозрачная мембрана (лат. zona pellucida). У разных таксонов животных по-разному устроены клеточные и бесклеточные оболочки, укрывающие яйцеклетку поверх этой первой мембраны.
Процесс оплодотворения, или фертилизации (также известный как процесс зачатия, или сингамия) — это слияние мужской и женской гамет для производства нового живого организма. У животных этот процесс подразумевает слияние яйцеклетки с сперматозоидом, что приводит к образованию зиготы, или, иначе говоря, оплодотворённой яйцеклетки. В зависимости от конкретного вида животных этот процесс может происходить либо внутри тела самки — так называемое внутреннее оплодотворение, либо во внешней среде, вне тела самки — так называемое наружное оплодотворение, или внешнее оплодотворение.

## Дробление зиготы

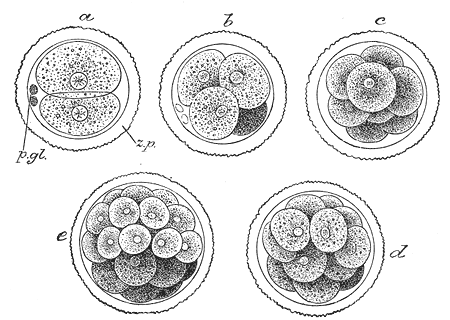
Дробление зиготы

На ранних стадиях развития эмбриона происходит многократное деление оплодотворённой зиготы без или почти без какого-либо увеличения общего размера зародыша (то есть каждая из образовавшихся клеток во столько же раз меньше исходного размера зиготы, сколько образовалось клеток к этому моменту). Этот процесс называется дроблением зиготы. В результате образуется кластер из небольших зародышевых клеток, так называемая морула. У млекопитающих вслед за дроблением, уже на стадии 8 или 16 клеток (трёх или четырёх последовательных делений), происходит резкое расширение образовавшегося шарика клеток за счёт увеличения межклеточного пространства, с последующим столь же резким уменьшением межклеточного пространства и общего размера шарика до величины меньше исходной, и формированием тесных межклеточных связей, которые впоследствии будут играть роль в обмене межклеточными сигналами. На время осуществления этого процесса клеточное деление приостанавливается, и возобновляется после его завершения. Этот процесс называется «компакцией зародыша», или уплотнением зародыша, его сжатием. Процесс компакции наблюдался у эмбрионов млекопитающих только in vitro (в пробирке). Неизвестно, имеет ли место подобный же процесс in vivo (в живом организме). Подобного феномена не наблюдается у животных, стоящих на более низких ступенях эволюционной лестницы. Начинающие дифференцироваться клетки, образовавшиеся в результате дробления, вплоть до стадии бластулы или бластоциста, называются бластомерами, то есть клетками-предшественниками клеток будущей бластулы или бластоциста.
В зависимости от количества желтка в яйцеклетке дробление зиготы может происходить по-разному: как голобластическое, или полное, дробление, или как меробластическое, или неполное, дробление. Голобластическое, или полное, дробление происходит у эмбрионов тех видов животных, у которых яйцеклетки содержат очень мало желтка, в частности, у млекопитающих, включая приматов и человека, у которых развивающийся эмбрион вскоре начинает получать питание от организма матери, через плаценту, или через секрецию молока молочными железами у сумчатых, у которых детёныши рождаются очень сильно недоношенными, с ещё не полностью завершённым органогенезом, и дозревают в сумке матери, прикрепляясь к её внутренней стенке и питаясь молоком. Меробластическое, или неполное, дробление происходит у эмбрионов тех видов животных, у которых яйцеклетки содержат много или очень много желтка, например, у пресмыкающихся и птиц. Поскольку у этих видов животных дробление происходит медленнее на вегетальном, или желточном, полюсе эмбриона, то у них наблюдается неравномерное распределение количества и размера клеток на разных полюсах эмбриона. На анимальном полюсе клеток значительно больше, и они меньше по размеру. Такой эмбрион называется анимализованным (то есть быстрее развивающимся на анимальном полюсе). Напротив, эмбрион, быстрее развивающийся на вегетальном (желточном) полюсе, называется вегетализованным.
У тех видов животных, у которых оплодотворённая яйцеклетка проходит голобластическое, или полное, дробление, первое после оплодотворения дробление, приводящее к образованию двух бластомеров, всегда происходит по анимально-вегетальной оси. Второе дробление также всегда происходит перпендикулярно анимально-вегетальной оси. Однако с этого момента — с момента образования четырёх бластомеров — дальнейшее дробление и пространственная организация образующихся бластомеров происходит по-разному у разных видов животных. Можно сказать, что они имеют различный план или программу дробления.
Окончание дробления знаменует начало следующей фазы развития эмбриона, так называемого среднебластуляционного перехода (англ. midblastula transition). На этом этапе впервые начинается транскрипция ДНК зиготы и экспрессия не только материнских, но и отцовских генов.
У амниот клетки морулы вначале плотно сцеплены или спаяны, но вскоре они реорганизуются, образуя наружный слой, так называемый трофобласт, который становится наружной амниотической оболочкой эмбриона, вернее, плодного яйца (она не вносит вклада в развитие и формирование тканей собственно эмбриона, и служит только для его защиты от внешней среды), и внутреннюю клеточную массу, из которой развивается собственно эмбрион. Между образовавшимся трофобластом и большей частью внутренней клеточной массы быстро начинает накапливаться так называемая амниотическая жидкость. В результате морула становится пузырьком (везикулой), который и называется бластулой, или бластодермальным пузырьком, бластодермическим пузырьком, бластоцистом, а также зародышевым пузырьком или эмбриональным, плодным пузырьком. Развивающийся амнион также называют бластодермой, или зародышевой кожицей, зачаточной кожицей, ростковой кожицей, зародышевой оболочкой или зародышевой пластинкой. На одном полюсе развивающегося плодного яйца внутренняя клеточная масса продолжает сохранять контакт с трофобластом. Этот полюс называется эмбриональным полюсом, поскольку он обозначает место, где продолжит развиваться будущий эмбрион.

## Образование морулы
Образовавшийся в результате дробления зиготы плотный шарик клеток называется морулой. После завершения компакции он называется «уплотнённой морулой», или «плотной морулой». Последующие деления клеток быстро удваивают количество клеток (2, 4, 8, 16, 32, 64, 128…). Вплоть до стадии 128 клеток и формирования пузырькообразной, заполненной желтком и/или амниотической жидкостью структуры — бластулы, то есть до бластуляции, зародыш по-прежнему называется морулой.

## Образование бластулы или бластоцисты
После периода дробления зиготы развивающийся эмбрион переходит к стадии бластулы. Бластула животных может иметь различное строение: в виде полого шара, состоящего из приблизительно одинакового размера клеток (целобластула), в виде полого шара с клетками различного размера и строения (амфибластула), в виде шара с полостью, заполненной желком (перибластула), может быть дискоидальной формы (дискобластула). Общим для стадии бластулы является её роль в развитии — зародыш на стадии бластулы начинает гаструляцию — образование зародышевых листков. Гаструляция заключается в изменении формы бластодермы (стенки бластулы); бластодерма совершает различные движения: впячивания, изгибы, смещения, подвороты, в результате которых образуется многослойный зародыш. Наружный слой клеток формирует эктодерму, внутренний — энтодерму, а средний — мезодерму. Бластулы и зародышевые листки всех многоклеточных животных гомологичны друг другу.
У млекопитающих процесс бластуляции устроен сложно. Бластула млекопитающих по своему строению относится к типу «дискобластула» и называется «зародышевый диск». Особенностью развития млекопитающих является то, что стадии бластулы предшествует стадия бластоцисты. Несмотря на внешнее сходство с целобластулой, бластоциста не является бластулой, так как бластоциста не приступает к гаструляции, а стенка бластоцисты (трофэктодерма) не развивается в зародышевые листки.

## Гистогенез и морфогенез

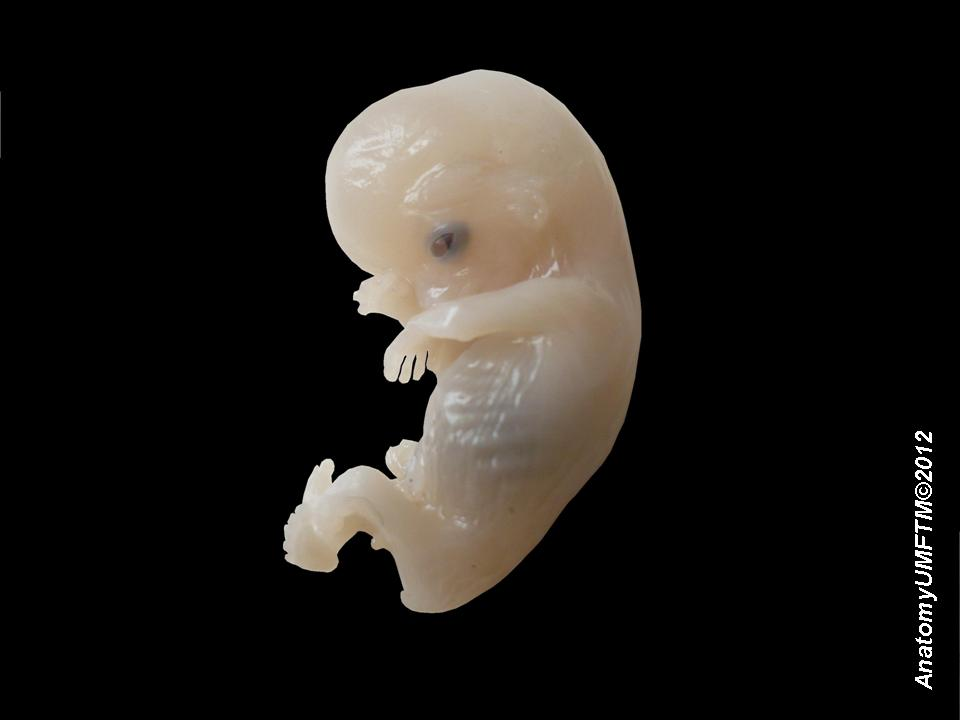
Эмбрион человека, 8-9 недель гестационного возраста, 38 мм